# Општина Текоман (Колима)
Текоман (шп. Tecomán) општина је у Мексику у савезној држави Колима. Општина се налази на надморској висини од 25 м.

## Становништво
Према подацима из 2010. у општини је живело 112726 становника.

### Хронологија
| Година       | 2000                  | 2005                  | 2010                   |
| ------------ | --------------------- | --------------------- | ---------------------- |
| Становништво | 99289 (49666 / 49623) | 98150 (49002 / 49148) | 112726 (56804 / 55922) |

### Попис
| \| \| м \| \| \| ж \| \| 0—2 \| 3.609 \| \| \| 3.497 \| \| 3—5 \| 3.492 \| \| \| 3.451 \| \| 6—11 \| 6.832 \| \| \| 6.397 \| \| 12—14 \| 3.513 \| \| \| 3.320 \| \| 15—17 \| 3.451 \| \| \| 3.370 \| \| 18—24 \| 7.767 \| \| \| 7.566 \| \| 60+ \| 4.791 \| \| \| 4.777 \| \| Просек : \| 28,3 \| \| \| 28,7 \| |       |  |  |       |
| |       |  |  |       |
| | м     |  |  | ж     |
| 0—2 | 3.609 |  |  | 3.497 |
| 3—5 | 3.492 |  |  | 3.451 |
| 6—11 | 6.832 |  |  | 6.397 |
| 12—14 | 3.513 |  |  | 3.320 |
| 15—17 | 3.451 |  |  | 3.370 |
| 18—24 | 7.767 |  |  | 7.566 |
| 60+ | 4.791 |  |  | 4.777 |
| Просек : | 28,3  |  |  | 28,7  |

| #   | Индикатор                                                                                        | Вредност |
| --- | ------------------------------------------------------------------------------------------------ | -------- |
| 1   | Становништво од 0 до 2 године                                                                    | 7106     |
| 2   | Мушко становништво од 0 до 2 године                                                              | 3609     |
| 3   | Женско становништво од 0 до 2 године                                                             | 3497     |
| 4   | Становништво са 3 и више година                                                                  | 105414   |
| 5   | Мушко становништво са 3 и више година                                                            | 53091    |
| 6   | Женско становништво са 3 и више година                                                           | 52323    |
| 7   | Становништво са 5 и више година                                                                  | 100826   |
| 8   | Мушко становништво са 5 и више година                                                            | 50761    |
| 9   | Женско становништво са 5 и више година                                                           | 50065    |
| 10  | Становништво са 12 и више година                                                                 | 85242    |
| 11  | Мушко становништво са 12 и више година                                                           | 42767    |
| 12  | Женско становништво са 12 и више година                                                          | 42475    |
| 13  | Становништво са 15 и више година                                                                 | 78409    |
| 14  | Мушко становништво са 15 и више година                                                           | 39254    |
| 15  | Женско становништво са 15 и више година                                                          | 39155    |
| 16  | Становништво са 18 и више година                                                                 | 71588    |
| 17  | Мушко становништво са 18 и више година                                                           | 35803    |
| 18  | Женско становништво са 18 и више година                                                          | 35785    |
| 19  | Становништво од 3 до 5 година                                                                    | 6943     |
| 20  | Мушко становништво од 3 до 5 година                                                              | 3492     |
| 21  | Женско становништво од 3 до 5 година                                                             | 3451     |
| 22  | Становништво од 6 до 11 година                                                                   | 13229    |
| 23  | Мушко становништво од 6 до 11 година                                                             | 6832     |
| 24  | Женско становништво од 6 до 11 година                                                            | 6397     |
| 25  | Становништво од 8 до 14 година                                                                   | 15736    |
| 26  | Мушко становништво од 8 до 14 година                                                             | 8109     |
| 27  | Женско становништво од 8 до 14 година                                                            | 7627     |
| 28  | Становништво од 12 до 14 година                                                                  | 6833     |
| 29  | Мушко становништво од 12 до 14 година                                                            | 3513     |
| 30  | Женско становништво од 12 до 14 година                                                           | 3320     |
| 31  | Становништво од 15 до 17 година                                                                  | 6821     |
| 32  | Мушко становништво од 15 до 17 година                                                            | 3451     |
| 33  | Женско становништво од 15 до 17 година                                                           | 3370     |
| 34  | Становништво од 18 до 24 године                                                                  | 15333    |
| 35  | Мушко становништво од 18 до 24 године                                                            | 7767     |
| 36  | Женско становништво од 18 до 24 године                                                           | 7566     |
| 37  | Женско становништво од 15 до 49 година                                                           | 30180    |
| 38  | Становништво са 60 и више година                                                                 | 9568     |
| 39  | Мушко становништво са 60 и више година                                                           | 4791     |
| 40  | Женско становништво са 60 и више година                                                          | 4777     |
| 41  | Однос између мушкараца и жена                                                                    | 101.58   |
| 42  | Становништво од нуле до 14 година                                                                | 34111    |
| 43  | Становништво од 15 до 64 године                                                                  | 71759    |
| 44  | Становништво од 65 година и више                                                                 | 6650     |
| 45  | Просечан број деце                                                                               | 2.56     |
| 46  | Становништво рођено у ентитету                                                                   | 79928    |
| 47  | Мушко становништво рођено у ентитету                                                             | 40256    |
| 48  | Женско становништво рођено у ентитету                                                            | 39672    |
| 49  | Становништво рођено у другом ентитету                                                            | 30935    |
| 50  | Мушко становништво рођено у другом ентитету                                                      | 15576    |
| 51  | Женско становништво рођено у другом ентитету                                                     | 15359    |
| 52  | Становништво од 5 година и више резидентно у ентитету у јуну 2005. године                        | 92328    |
| 53  | Мушко становништво старосног доба од 5 година и више, резидентно у ентитету у јуну 2005. године  | 46039    |
| 54  | Женско становништво старосног доба од 5 и више година, резидентно у ентитету у јуну 2005. године | 46289    |
| 55  | Становништво од 5 година и више које је живело у другом ентитету у јуну 2005. године             | 5705     |
| 56  | Мушко становништво старије од 5 година које је живело у другом ентитету у јуну 2005. године      | 2979     |
| 57  | Женско становништво старије од 5 година које је живело у другом ентитету у јуну 2005. године     | 2726     |
| 58  | Становништво од 3 године и више које говори аутохтони језик                                      | 1614     |
| 59  | Мушко становништво старо 3 године и више које говори аутохтони језик                             | 889      |
| 60  | Женско становништво старо 3 године и више које говори аутохтони језик                            | 725      |
| 61  | Становништво од 3 године и више које говори аутохтони језик и не говори шпански језик            | 158      |
| 62  | Мушко становништво старо 3 године и више које говори аутохтони језик и не говори шпански         | 70       |
| 63  | Женско становништво старо 3 године и више које говори аутохтони језик и не говори шпански језик  | 88       |
| 64  | Становништво старо 3 године и више које говори аутохтони језик и шпански                         | 1234     |
| 65  | Мушко становништво старо 3 године и више које говори аутохтони језик и шпански                   | 697      |
| 66  | Женско становништво старо 3 године и више које говори аутохтони језик и шпански                  | 537      |
| 67  | Становништво од 5 година и више које говори аутохтони језик                                      | 1537     |
| 68  | Становништво од 5 година и више које говори аутохтони језик и не говори шпански језик            | 123      |
| 69  | Становништво од 5 година и више које говори аутохтони језик и говори шпански језик               | 1206     |
| 70  | Становништво у домородачким домаћинствима                                                        | 2841     |
| 71  | Становништво са ограничењима у активностима                                                      | 5345     |
| 72  | Становништво са ограниченим ходањем или кретањем, горе или доле                                  | 3002     |
| 73  | Становници са ограничењима вида, чак и уз кориштење сочива                                       | 1441     |
| 74  | Становништво са ограничењима говора, комуникације или конверзације                               | 577      |
| 75  | Становништво са ограниченим слухом                                                               | 539      |
| 76  | Становништво са ограничењима при одевању, купању или јелу                                        | 319      |
| 77  | Становништво са ограничењима у опажању или учењу једноставних ствари                             | 308      |
| 78  | Становништво са менталним ограничењима                                                           | 494      |
| 79  | Становништво без ограничења активности                                                           | 106600   |
| 80  | Становништво од 3 до 5 година које не похађа школу                                               | 3418     |
| 81  | Мушко становништво од 3 до 5 година које не похађа школу                                         | 1743     |
| 82  | Женско становништво од 3 до 5 година које не похађа школу                                        | 1675     |
| 83  | Становништво од 6 до 11 година које не похађа школу                                              | 965      |
| 84  | Мушко становништво од 6 до 11 година које не похађа школу                                        | 531      |
| 85  | Женско становништво од 6 до 11 година које не похађа школу                                       | 434      |
| 86  | Становништво од 12 до 14 година које не похађа школу                                             | 1051     |
| 87  | Мушко становништво од 12 до 14 година које не похађа школу                                       | 613      |
| 88  | Женско становништво од 12 до 14 година које не похађа школу                                      | 438      |
| 89  | Становништво од 15 до 17 година похађа школу                                                     | 3843     |
| 90  | Мушко становништво од 15 до 17 година похађа школу                                               | 1895     |
| 91  | Женско становништво између 15 и 17 година живота у школи                                         | 1948     |
| 92  | Становништво од 18 до 24 године похађа школу                                                     | 3008     |
| 93  | Мушко становништво од 18 до 24 године похађа школу                                               | 1502     |
| 94  | Женско становништво од 18 до 24 године похађа школу                                              | 1506     |
| 95  | Становништво од 8 до 14 година које не може да чита и пише                                       | 920      |
| 96  | Мушко становништво старосног доба од 8 до 14 година које не може да чита и пише                  | 535      |
| 97  | Женско становништво старосног доби од 8 до 14 година које не може да чита и пише                 | 385      |
| 98  | Становништво од 15 година и више које је неписмено                                               | 7776     |
| 99  | Мушко становништво од 15 година и више које је неписмено                                         | 3967     |
| 100 | Женско становништво од 15 година и више које је неписмено                                        | 3809     |
| 101 | Становништво старо 15 и више година без школовања                                                | 9509     |
| 102 | Мушко становништво старо 15 и више година без школовања                                          | 5038     |
| 103 | Женско становништво старо 15 и више година без школовања                                         | 4471     |
| 104 | Становништво старосног доба 15 и више година са непотпуним основним образовањем                  | 14916    |
| 105 | Мушко становништво старосног доба од 15 година и више са непотпуном основним образовањем         | 7677     |
| 106 | Женско становништво старосног доба 15 и више година са непотпуном основним образовањем           | 7239     |
| 107 | Становништво старо 15 и више година са комплетним основним образовањем                           | 13272    |
| 108 | Мушко становништво старо 15 година и више са комплетним основним образовањем                     | 6322     |
| 109 | Женско становништво старо 15 и више година са комплетним основним образовањем                    | 6950     |
| 110 | Становништво старосног доба 15 и више година са непотпуним средњим образовањем                   | 5143     |
| 111 | Мушко становништво старосног доба од 15 година и више са непотпуним средњим образовањем          | 2792     |
| 112 | Женско становништво старосног доба од 15 година и више са непотпуним средњим образовањем         | 2351     |
| 113 | Становништво старо 15 и више година са пуним секундарном образовањем                             | 16493    |
| 114 | Мушко становништво старосног доба од 15 година и више са пуним секундарном образовањем           | 8069     |
| 115 | Женско становништво старосног доба од 15 година и више са пуним секундарном образовањем          | 8424     |
| 116 | Становништво старије од 18 година са постосновним образовањем                                    | 17096    |
| 117 | Мушко становништво старије од 18 година са постосновним образовањем                              | 8519     |
| 118 | Женско становништво старије од 18 година са постосновним образовањем                             | 8577     |
| 119 | Просечна оцена школовања                                                                         | 7.14     |
| 120 | Просечан ниво образовања мушке популације                                                        | 7.07     |
| 121 | Просечан ниво образовања женског становништва                                                    | 7.2      |
| 122 | Економски активно становништво                                                                   | 49794    |
| 123 | Економски активна мушка популација                                                               | 33599    |
| 124 | Економски активна женска популација                                                              | 16195    |
| 125 | Становништво које није економски активно                                                         | 34934    |
| 126 | Мушко становништво које није економски активно                                                   | 8849     |
| 127 | Женско становништво које није економски активно                                                  | 26085    |
| 128 | Запослено становништво                                                                           | 48664    |
| 129 | Запослено мушко становништво                                                                     | 32711    |
| 130 | Запослено женско становништво                                                                    | 15953    |
| 131 | Незапослена популација                                                                           | 1130     |
| 132 | Незапослена мушка популација                                                                     | 888      |
| 133 | Незапослена женска популација                                                                    | 242      |
| 134 | Становништво без права на здравствене услуге                                                     | 24475    |
| 135 | Становништво које има право на здравствене услуге                                                | 87894    |
| 136 | Становништво које има право на ИМСС                                                              | 31042    |
| 137 | Становништво које има право на социјално осигурање                                               | 3497     |
| 138 | Становништво које има право на државно социјално осигурање                                       | 169      |
| 139 | Становништво које има право на опште осигурање или здравствено осигурање за нову генерацију      | 52642    |
| 140 | Становништво које је било једном или није било у браку током 12 година и више                    | 28662    |
| 141 | Венчано или уједињено становништво од 12 година и више                                           | 47720    |
| 142 | Становништво које је било у браку или уједињено 12 година и више                                 | 8703     |
| 143 | Становништво са католичком религијом                                                             | 97908    |
| 144 | Протестанти, еванђелисти и библијски следбеници различити од еванђелиста                         | 8911     |
| 145 | Становништво са другим религијама различитим од претходних                                       | 23       |
| 146 | Становништво без религије                                                                        | 5003     |
| 147 | Укупно пописаних домаћинства                                                                     | 28845    |
| 148 | Пописна домаћинства на челу са мушкарцима                                                        | 21744    |
| 149 | Пописна домаћинства на челу са женама                                                            | 7101     |
| 150 | Становништво у пописним домаћинствима                                                            | 112221   |
| 151 | Становништво у пописним домаћинствима на челу са мушкарцима                                      | 85990    |
| 152 | Становништво у пописним домаћинствима на челу са женама                                          | 26231    |
| 153 | Укупно домаћинстава                                                                              | 34154    |
| 154 | Укупно насељених домаћинстава                                                                    | 28914    |
| 155 | Укупно приватних кућа                                                                            | 34085    |
| 156 | Насељени приватни домови                                                                         | 28845    |
| 157 | Укупно насељених приватних кућа                                                                  | 28900    |
| 158 | Ненасељене приватне куће                                                                         | 3885     |
| 159 | Појединачна домаћинства за привремену употребу                                                   | 1355     |
| 160 | Становници у насељеним приватним кућама                                                          | 112221   |
| 161 | Насељеност станара у приватним становима                                                         | 3.89     |
| 162 | Просечно становника по соби у приватним насељеним домаћинствима                                  | 1.29     |
| 163 | Појединачна домаћинства са подовима од различитих материјала од земље                            | 26188    |
| 164 | Појединачна домаћинства у приземљу                                                               | 2488     |
| 165 | Појединачна домаћинства са једном спаваћом собом                                                 | 11924    |
| 166 | Појединачна домаћинства са две спаваће собе и више                                               | 16778    |
| 167 | Појединачна домаћинства са једним собом                                                          | 3113     |
| 168 | Појединачна домаћинства са две собе                                                              | 7476     |
| 169 | Појединачна домаћинства са 3 собе и више                                                         | 18082    |
| 170 | Појединачна домаћинства која имају електрично светло                                             | 28398    |
| 171 | Појединачна домаћинства која немају електрично светло                                            | 318      |
| 172 | Појединачна домаћинства која имају водоводну воду у стамбеном простору                           | 27649    |
| 173 | Појединачна домаћинства која немају водоводну воду у стамбеном простору                          | 1033     |
| 174 | Појединачна домаћинства која имају тоалет                                                        | 28312    |
| 175 | Појединачна домаћинства која имају канализацију                                                  | 28214    |
| 176 | Појединачна домаћинства која немају канализацију                                                 | 463      |
| 177 | Појединачна домаћинства која имају електрично светло, довод воде из јавне мреже и канализацију   | 27237    |
| 178 | Појединачна домаћинства без икаквих услова                                                       | 562      |
| 179 | Појединачна домаћинства која имају радио                                                         | 20571    |
| 180 | Појединачна домаћинства која имају телевизор                                                     | 26641    |
| 181 | Појединачна домаћинства која имају фрижидер                                                      | 24042    |
| 182 | Појединачна домаћинства која имају машину за веш                                                 | 17315    |
| 183 | Појединачна домаћинства која имају аутомобил или комби                                           | 11545    |
| 184 | Појединачна домаћинства која имају рачунар                                                       | 5183     |
| 185 | Појединачна домаћинства која имају фиксну телефонску линију                                      | 9768     |
| 186 | Појединачна домаћинства која имају мобилни телефон                                               | 18196    |
| 187 | Појединачна домаћинства која имају приступ интернету                                             | 3491     |